# Disturbios de Casablanca (1981)
Los disturbios de 1981 en Casablanca tuvieron lugar en junio de ese año como resultado de tensiones sociales y económicas internas durante los «años de plomo» de Marruecos y marcaron la historia contemporánea del país.

## Antecedentes
En junio de 1981 varios subsidios para necesidades básicas experimentaron una caída muy significativa como parte del programa de ajuste estructural deseado por el Banco Mundial y el Fondo Monetario Internacional. El efecto de este descenso se vio agravado por una sequía persistente (el país sufrió su primera ola de sequía de 1980 a 1984) y una inflación muy alta (del orden de 12,5% en 1981).

## Llamada a una huelga general
Para protestar contra esta reducción de los subsidios, los sindicatos UMT y CDT lanzaron una huelga general que degeneró en manifestaciones y disturbios en Uchda, Berkán y Nador entre el 28 y el 31 de mayo, pero especialmente en Casablanca los días 20 y 21 de junio de 1981. Las marchas de protesta tenían como objetivo denunciar los recortes en los subsidios y el repentino aumento de los precios de un 14 a un 77% para alimentos como el trigo, el aceite, la mantequilla y la harina. Debido a esta subida de los precios de alimentos básicos, las protestas a menudo se denominan como las «revueltas del pan».

## Los disturbios de junio de 1981
Frente a la feroz oposición de los sindicatos marroquíes y los partidos políticos de la oposición (incluido el USFP), el gobierno se desdijo y canceló el 50% de algunos aumentos. Los sindicatos CDT y UMT pidieron la cancelación de todos los aumentos que afectasen las necesidades básicas y el CDT fijó un plazo de siete días antes de lanzar una huelga general. La tensión persistió y las huelgas de los días 18 y 20 de junio se convirtieron en disturbios.
Es en este contexto cuando el ejército tomó la ciudad, los tanques salieron a la calle y los helicópteros sobrevolaron la ciudad. Se proclamó oficialmente el estado de sitio y la respuesta gubernamental se caracterizó por la tortura de los manifestantes y la munición real.
Estallaron disturbios en la mayoría de los barrios de clase trabajadora de Casablanca. Numerosos establecimientos e instituciones fueron objetivo de los alborotadores (sucursales bancarias, tiendas de alimentos, automóviles de lujo, comisarías y vehículos de policía, autobuses y locales de las fuerzas auxiliares).

## Víctimas de disturbios
Según las investigaciones de la Instancia Equidad y Reconciliación (IER), el número de muertos reconocidos producto de la represión de los disturbios en Casablanca asciende a 114, mientras que la Unión Socialista de Fuerzas Populares afirmó poco después de los disturbios que el número de muertos habría llegado a 637. El Partido del Progreso y el Socialismo afirmó que fueron 800 los fallecidos. Los periódicos extranjeros reportaron de 600 a 1000 víctimas mortales y 5000 detenciones. Hay familias afirman no haber encontrado los restos de sus seres queridos. El 9 y el 10 de diciembre de 2005, la IER procedió a la exhumación de cadáveres en fosas comunes.